# Brogítar
Brogítar era un gàlata, gendre del rei Deiòtar I, per haver-se casat amb la seva filla Adobogíona. Va ser pare del tetrarca Amintas de Galàcia.
Ciceró afirma que va comprar a Publi Clodi, tribú de la plebs l'any 59 aC, el càrrec de rei i de gran sacerdot de la Magna Mater, a Pessinunt, després que el gran sacerdot fos destituït mitjançant una llei tribunícia que va dictar Clodi. Va pagar pel nomenament una gran quantitat de diners. Ciceró el tracta d'home sense honor i indigne d'un càrrec sagrat, sobretot perquè va comprar el càrrec no per fer honor a la deessa sinó per deshonrar el temple. Deiòtar va intervenir posteriorment en la destitució de Brogítar com a sacerdot per haver contaminat «les cerimònies sagrades».